# 服部優陽
服部 優陽（はっとり ゆうひ、1993年8月25日 - ）は、関西テレビのアナウンサー。
FNSアナウンス大賞では、第33回（入社2年目の2017年）の新人奨励賞を経て、第38回（2022年）にスポーツ実況部門の大賞（アナウンス賞）を歴代最年少で受賞。

## 来歴
埼玉県さいたま市の出身で、さいたま市立与野東中学校から早稲田大学本庄高等学院を経て、早稲田大学政治経済学部に進学。中学生時代までは野球部、高校ではバドミントン部で活動していた。ちなみに、成田凌は中学校時代の同級生である。
大学生時代には、タッチフットボールのサークルLeviathanに所属。チームを全国大会で準優勝に導くかたわら、東京ドームでボールボーイのアルバイトに就いていた。
大学2年時まで政治家を志していたが、1年時に東京ドームのボールボーイとして杉内俊哉（当時は読売ジャイアンツの投手）によるノーヒットノーラン（2012年5月30日の対東北楽天ゴールデンイーグルス戦で達成）を目の当たりにしたことことなどから、「スポーツの熱を伝える仕事に就きたい」として進路をスポーツアナウンサーに変更。大学卒業後の2016年4月1日付で、アナウンサーとして関西テレビに入社した。同局による男性アナウンサーの採用は、2014年の石田一洋（中途採用扱いでRKB毎日放送から移籍）以来2年振りで、新卒扱いでの採用は2012年の新実彰平以来4年振りである。
関西テレビへの入社後は、日本シリーズテレビ中継の実況や、競馬中継における三冠馬誕生の瞬間の実況を目標に挙げながら、スポーツ中継やスポーツ関連の番組で経験を積んでいる。2018年4月からは、『報道ランナー』（平日夕方のローカルワイドニュース）で、主に週後半（木・金曜日）のスポーツキャスターを3年間にわたって担当。同年5月31日に関西ローカルで放送された阪神タイガース対福岡ソフトバンクホークス戦（阪神甲子園球場）中継でプロ野球実況のデビュー を果たすと、翌6月からおよそ1ヶ月にわたって開催されたFIFAワールドカップでは、『報道ランナー』向けの中継リポーターとして開催国のロシアへ派遣されていた。
関西テレビを含むFNSの加盟局から優秀なアナウンサーを毎年表彰するFNSアナウンス大賞では、入社2年目の2017年（第33回）で新人奨励賞を受賞。1年目に担当した春の高校バレー奈良県予選中継での実況が高く評価されたことによるもので、2022年の第38回でも、プロ野球中継の実況でスポーツ部門のアナウンス賞を受賞している。
なお、勤務する関西テレビはテレビ単営局だが、2021年度にはラジオ大阪（関西テレビと同じフジサンケイグループのラジオ単営局）で『カンテら!』（事前収録で毎週火・水曜日の未明に放送）のパーソナリティも随時担当していた。
藤浪晋太郎（MLBのオークランド・アスレチックス→ボルチモア・オリオールズ投手）とは、2022年まで在籍していた阪神タイガース時代から親交が深く、藤浪がアスレチックスへ入団した2023年には4月1日から関西テレビを休職。休職期間中は、アメリカ合衆国で居住しながら藤浪と交流を重ねていた。（詳しくは後述）

## 人物
関西テレビ入社後の2017年には、R-1ぐらんぷりの予選に出場。1回戦を突破した が、2回戦で敗退した ため、準々決勝の東京大会では前年度覇者のハリウッドザコシショウと共にYouTube公式配信動画の進行役を務めた。2018年にも、3回戦への進出を目標に予選に参加。2年連続で1回戦を突破したが、2回戦で敗退した。
スポーツアナウンサーとしては、CS放送やDAZNを中心に、2021年からオリックス・バファローズ主管試合の中継にも出演。2022年7月20日の対北海道日本ハムファイターズ戦で椋木蓮（オリックスの新人投手）が一軍公式戦2試合目の登板でノーヒットノーランの達成にあと1球まで迫ったシーンを伝えるなど、オリックスにとって印象深い試合を実況することが多い。オリックスが2年連続のパシフィック・リーグ優勝を経て臨んだ福岡ソフトバンクホークスとのクライマックスシリーズ・ファイナルステージでは、DAZNで放送された10月14日の第2戦（いずれも京セラドーム大阪）中継で実況を担当（解説：野田浩司）。前年のリーグ本塁打王ながら、この年のレギュラーシーズンで不振に喘いでいた杉本裕太郎（オリックス外野手）が5回裏に決勝の2点本塁打を大関友久から放ったシーンを「世紀末覇者の帰還」と表現していた。地上波（関西テレビ）の中継でも、オリックスの2021年レギュラーシーズンにおける本拠地（京セラドーム）開幕戦（4月1日の対ソフトバンク戦）で山本由伸が完封勝利を記録した瞬間を実況。オリックスが2022年の日本シリーズを制覇したことを記念して11月3日（文化の日）の夕方に催された御堂筋パレードでは、『報道ランナー×祝オリックス日本一!御堂筋パレードスペシャル』向けに沿道からのリポートを担当した。
藤浪が阪神に在籍していた2021年には、4月16日の対東京ヤクルトスワローズ戦で甲子園球場の一軍公式戦としては1450日振りの勝利を挙げたことを受けて、藤浪へのヒーローインタビューを担当。本人からは後日、「ヒーローインタビュー共演記念」と書かれたサインボールが郵送されたという。2022年8月13日の阪神対中日ドラゴンズ戦（京セラドーム大阪）で地上波の中継向けに実況を担当したところ、この試合で勝利投手になった藤浪から、「登板・実況初共演記念」と書かれたサインボールが翌週に届けられている。
大学生時代まで暮らしていた実家でトイプードルを飼うほどの犬好きで、関西テレビへの入社後は、先輩アナウンサーの川島壮雄と並んで藤井風のファンを公言。現に、『カンてら!』で川島と共演する回では、「藤井風って何なん?w」（藤井の魅力を1時間近くにわたって語り尽くす企画）を4回にわたって放送していた。藤井のファンになったきっかけは、「帰ろう」（メジャーデビューアルバム『HELP EVER HURT NEVER』への収録曲）を聴いたことで、自分の生き方が変わるほどの衝撃を受けた。その影響はスポーツの実況スタイルにも及んでいて、「（後世に語り継がれるほどの）『名実況』を目指すのではなく、『スポーツの何が面白いのか』を自然体で伝えたい」と思うようになったという。アニメーション作品も大好きで、競馬を題材としたアニメ『ウマ娘 プリティーダービー』と関西テレビとのコラボレーション動画ではOBの杉本清と先輩の吉原功兼と共に、上田瞳（ゴールドシップ役）・前田佳織里（ナイスネイチャ役）と対談、アニメの魅力を熱く語った。

### 2023年の休職について
藤浪晋太郎からMLBへ挑戦する意向を2021年に打ち明けられたことがきっかけで、将来の挑戦に備えて英会話の勉強を独自に開始。2022年のシーズン終了後にポスティングシステムを通じて藤浪のアスレチックス移籍が決まったことから、「スポーツ選手としての魅力がある本人が、MLBに挑戦する姿を近くで見てみたい」との理由で、2023年4月から関西テレビを休職したうえでアメリカ合衆国に渡った。
藤浪がアスレチックスへ在籍していた時期にはオークランドの近郊でホームステイを経験していたが、現地での生活に備えた貯金が渡米から2ヶ月で底を付いたため、渡米の前に米ドル建てで契約していた本人名義の生命保険を解約することで急場を凌いだという。後に藤浪がオリオールズへ移籍したため、自身もボルティモアへ転居したところ、オリオール・パーク・アット・カムデン・ヤーズでのオリオールズ主催試合で藤浪を外野席から応援している様子が「熱烈な藤浪ファン」として現地紙（『Baltimore Banner』）に取り上げられた。
藤浪がMLB最初のシーズンをオリオールズで終えたことを機に、同年11月からアナウンサーとして関西テレビへ復職。ちなみに、自身の関西テレビ復職と藤浪が日本へ帰国したタイミングが重なったことから、藤浪をゲストに迎えた2023年11月13日（月曜日）放送分の『newsランナー』（『報道ランナー』の後継番組）では「藤浪との親交が深いアナウンサー」としてスタジオで共演。同月24日（金曜日）からは、アメリカでの自身の生活や藤浪との交流が、『日刊スポーツ』の長期連載企画「野球の国から」で5回にわたって紹介されている。

## 出演番組

### 現在
- スポーツ中継（プロ野球・競馬・大阪国際女子マラソンなど、2017年からリポートを担当）
  - プロ野球では、2018年5月31日（木曜日）に関西ローカルで放送された阪神タイガース対福岡ソフトバンクホークス戦（阪神甲子園球場）中継で実況デビュー（解説：田尾安志・三浦大輔）[4]。競馬では、2019年6月9日の阪神10レースで実況デビュー、2025年6月22日のしらさぎステークスで重賞実況デビュー[21]
  - 2021年夏季の2020東京オリンピック開催期間中には、首都圏の競技会場での取材に専念。ただし、関西テレビには会場内の取材が認められなかったため、自社制作番組に向けた会場外からのリポートをもっぱら担当していた。
  - newsランナープラス (月曜日担当)
  - FNN Live News α (関西ローカルパート、月曜深夜(火曜未明)担当)
  - めざましテレビ (関西ローカルパート、火曜日担当)

### 過去
- カンテレNEWS（木曜深夜〜金曜早朝の宿直勤務を担当）
- 超えろ!ハットリくんとなつみ先輩（2016年9月30日 - 2017年3月31日、毎週金曜日15:50 - 15:52）
  - 入社後初の冠番組で、先輩アナウンサーの杉本なつみと共演。
- みんなのニュース　ワンダー（不定期）
- 報道ランナー（木・金曜日スポーツキャスター）
- 報道ランナープラス (木曜日担当)
- カンテら!（ラジオ大阪） - 「ラジオパーソナリティ」として、同僚のアナウンサー1名とのコンビで出演。第6回（2021年4月14日未明放送分）で堀田篤と揃ってパーソナリティを務めたことを皮切りに、川島と共に第103回（2022年3月22日放送分）まで担当した。